# Miltogramma sumbarica
Miltogramma sumbarica är en tvåvingeart som beskrevs av Boris Borisovitsch Rohdendorf 1935. Miltogramma sumbarica ingår i släktet Miltogramma och familjen köttflugor.
Artens utbredningsområde är Turkmenistan. Inga underarter finns listade i Catalogue of Life.